# Lotnisko Jelenia Góra

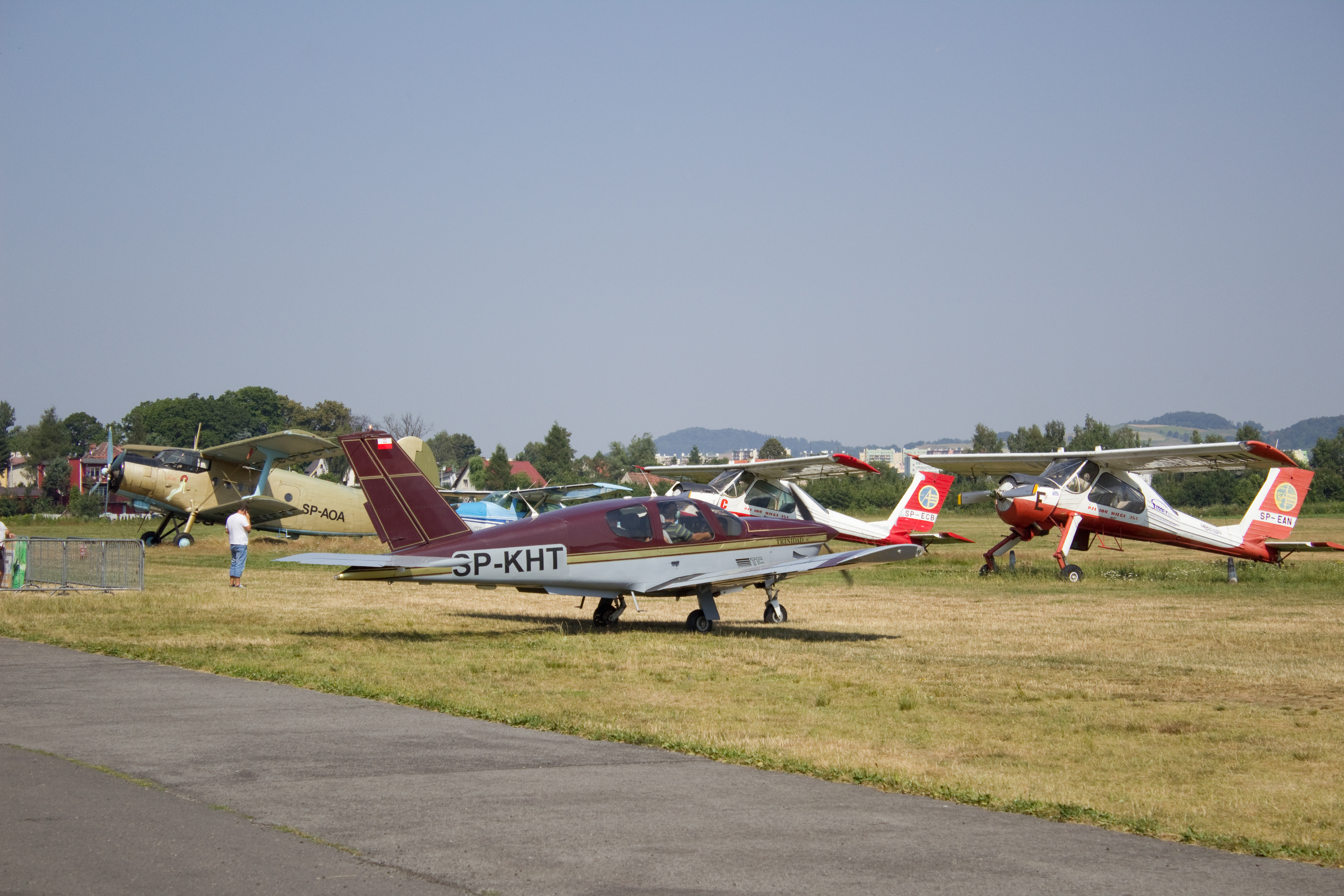

Lotnisko Jelenia Góra (kod ICAO: EPJG) – cywilne lotnisko sportowe w Jeleniej Górze, należące do Aeroklubu Jeleniogórskiego.